# Buchholz (Pritzwalk)
Buchholz ist ein Ortsteil der Stadt Pritzwalk im Landkreis Prignitz in Brandenburg.

## Geografie
Der Ort liegt drei Kilometer südlich von Pritzwalk. Die Nachbarorte sind Pritzwalk im Norden, Neuhof und Neuhausen im Nordosten, Sarnow im Osten, Boddin im Südosten, Seefeld im Süden, Groß Woltersdorf und Eggersdorf im Südwesten, Kuhsdorf im Westen sowie Ausbau und Giesensdorf im Nordwesten.

## Geschichte
Die erste schriftliche Erwähnung von Buchholz stammt aus dem Jahr 1312. Darin wurde der Ort unter „Bucholdesche“ Kapelle vor Pritzwalk verzeichnet. Bis 1816 gehörte der Ort zum Kreis Pritzwalk in der Provinz Prignitz; ein Teil der Kurmark der Mark Brandenburg und kam anschließend zum Kreis Ostprignitz. Ab 1952 gehörte Buchholz zum Kreis Pritzwalk im Bezirk Potsdam. Seit dem 6. Dezember 1993 ist der Ort ein Teil des heutigen Landkreises Prignitz.
Seit der Eingemeindung am 31. Dezember 2002 ist Buchholz ein Ortsteil von Pritzwalk. Damals hatte der Ort 483 Einwohner.

## Bauwerke
Die Liste der Baudenkmale in Pritzwalk enthält zwei Einträge zum Ort. Darunter die zu Beginn des 14. Jahrhunderts erbaute Dorfkirche Buchholz.
Südlich von Buchholz  betreibt die Deutsche Telekom AG eine Sendeanlage für UKW-Rundfunk. Als Antennenträger wird ein 163 Meter hoher, abgespannter Stahlfachwerkmast verwendet.